# Els morts del llac Constança (pel·lícula)
Els morts del llac Constança o Mort al llac: l'enigma de la màscara celta (títol original en alemany, Die Toten vom Bodensee) és un telefilm germanoaustríac d'ORF i ZDF del 2014 dirigit per Andreas Linke i produït per Rowboat Film- und Fernsehenproduktion i Graf Filmproduktion en cooperació amb ZDF i ORF. És la primera part de la sèrie de pel·lícules criminals homònima. S'ha doblat al català central per a TV3 amb el títol d'Els morts del llac Constança, i al valencià per a À Punt amb el nom de Mort al llac: l'enigma de la màscara celta.
Quan es va emetre per primera vegada al canal alemany ZDF el 3 de novembre de 2014, va aconseguir una audiència de 6,6 milions d'espectadors amb una quota d'audiència del 20%. L'11 d'octubre de 2014 es va estrenar al canal suís d'ORF, on el van veure 498.000 espectadors, cosa que correspon a una quota del 19%.